# Spectrum (raket)
För andra betydelser, se Spektrum (olika betydelser).
Spectrum är en tvåstegsraket som utvecklats av det tyska rymdföretaget Isar Aerospace. Raketen ska kunna placera upp till 1 000 kg i låg omloppsbana runt jorden.
Första uppskjutningen gjordes den 30 mars 2025 från Andøya Space Center.

## Design

### Första steget
Steget har en diameter på 2,0 m och drivs av 9 st Aquila-raketmotorer.

### Andra steget
Steget har en diameter på 2,0 m och drivs av 1 st Aquila-raketmotor.

## Uppskjutningar
| Nr | Datum (UTC) | Uppskjutningsplats  | Nyttolast | Kund           | Omloppsbana | Utförande  |
| -- | --- | ------------------- | --------- | -------------- | ----------- | ---------- |
| 1  | 30 mars 2025 | Andøya Space Center |           | Isar Aerospace |             | Misslyckad |
| 1  | Några sekunder efter uppskjutningen, förlorade man kontrollen över raketen. Raketen föll tillbaka mot jorden och kraschade. |                     |           |                |             |            |